# Nestroy-Theaterpreis/Beste Schauspielerin

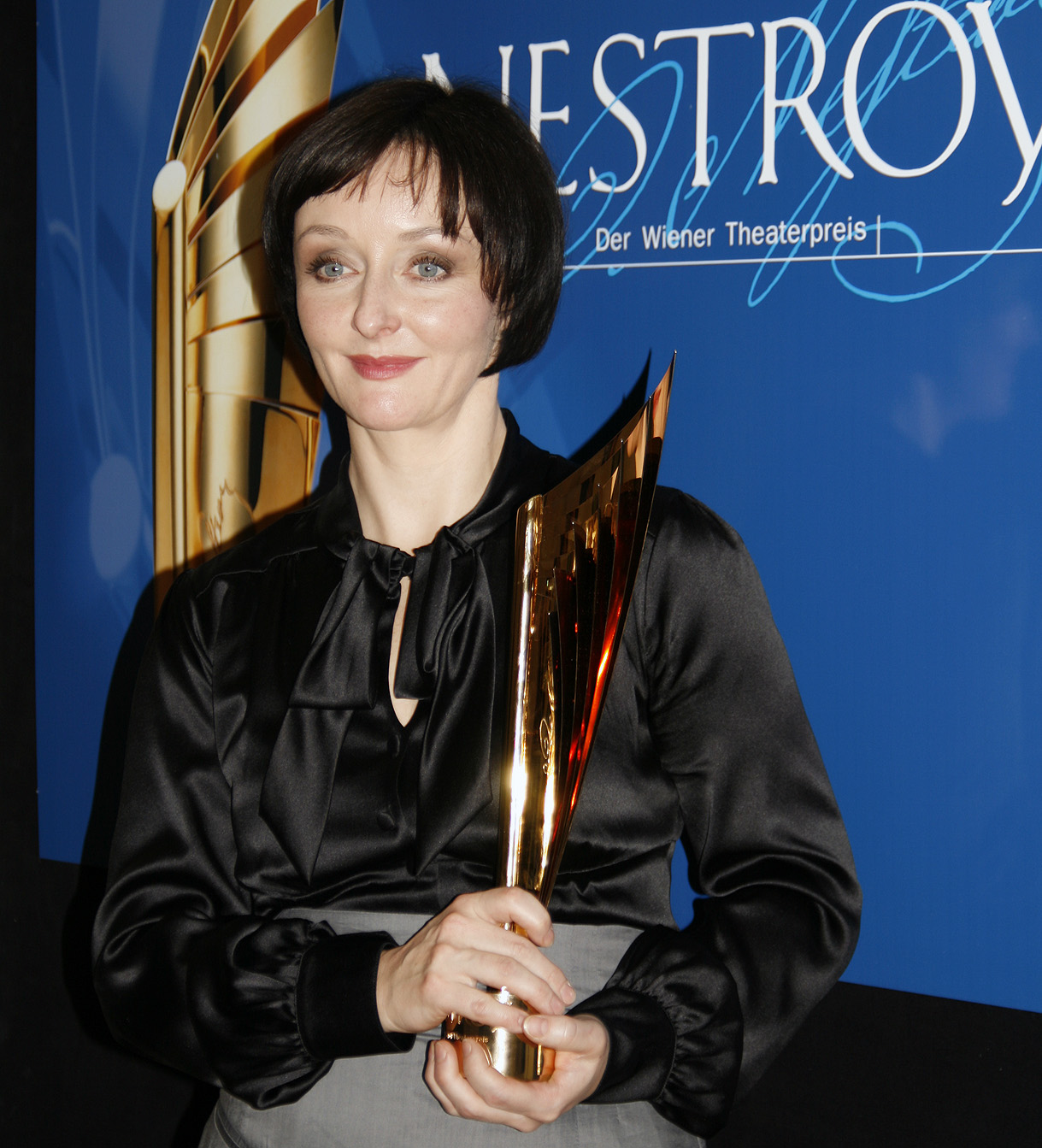
Regina Fritsch (Nestroy 2008)

Seit 2000 wird beim Nestroy-Theaterpreis die Beste Schauspielerin geehrt.

## Preisträgerinnen
| Jahr | Schauspielerin          | Inszenierung (Rolle)                                                   | Ort der Aufführung                                                                 | Weitere Nominierte |
| ---- | ----------------------- | ---------------------------------------------------------------------- | ---------------------------------------------------------------------------------- | --- |

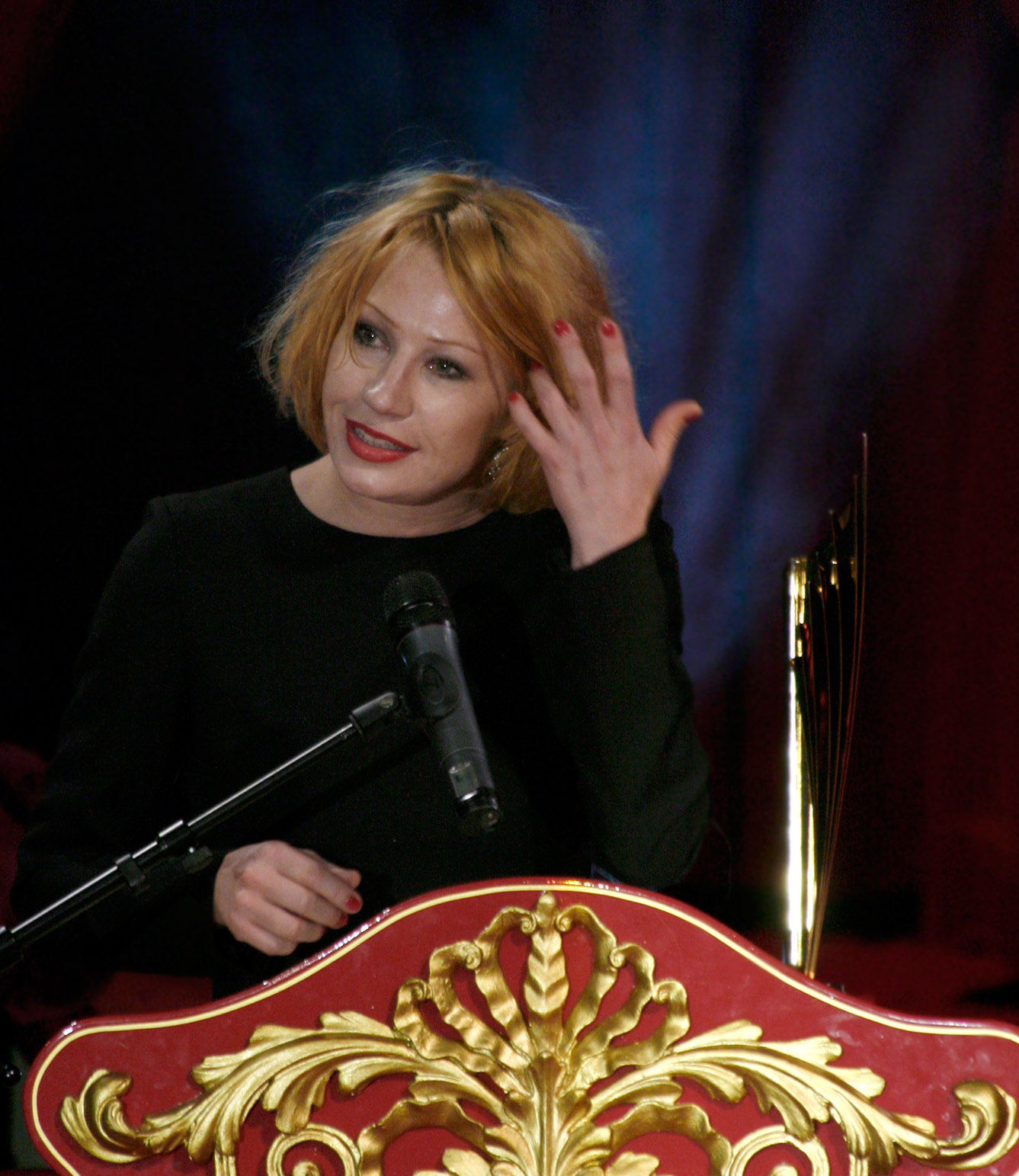
Birgit Minichmayr (Nestroy 2009)

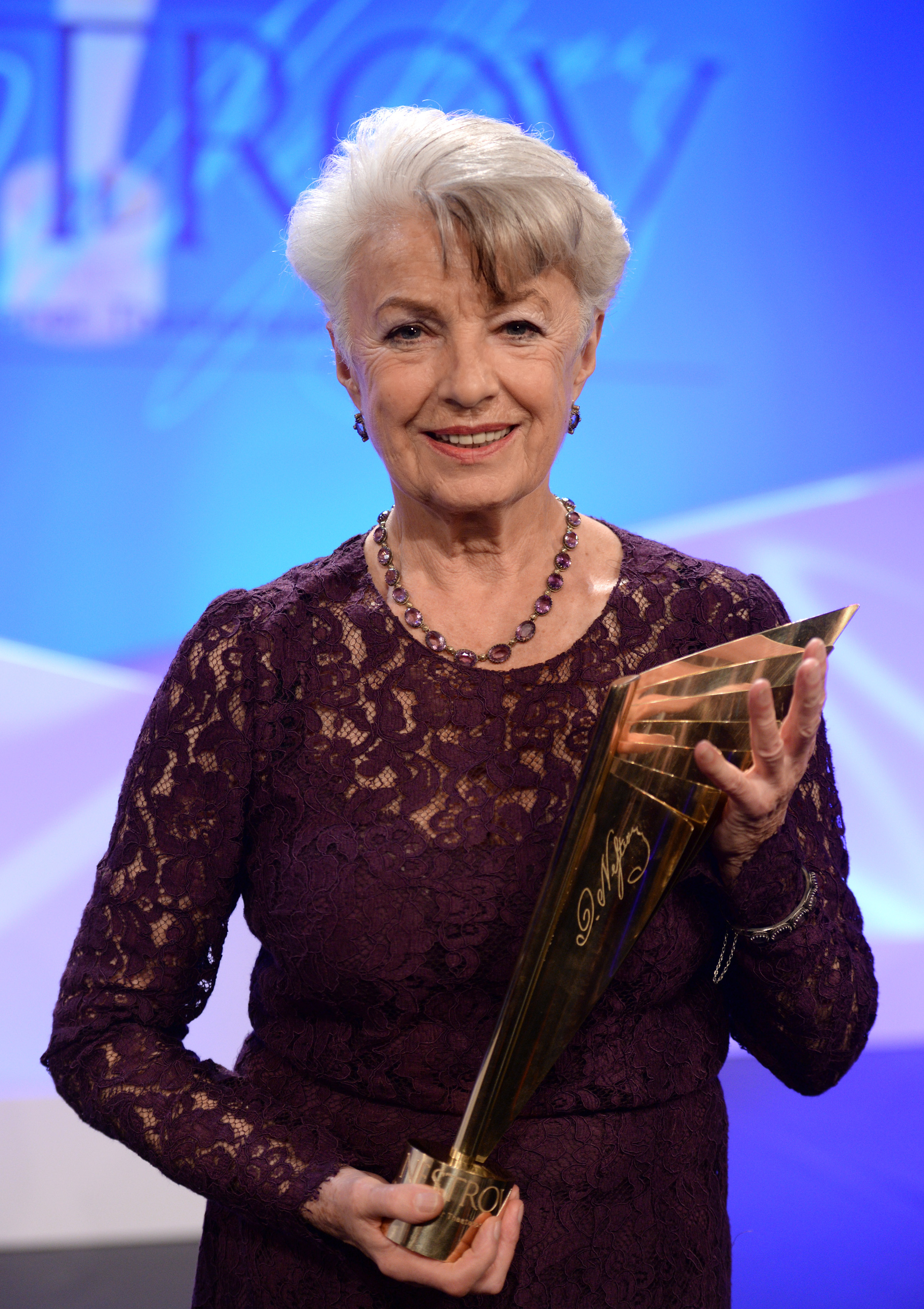
Nicole Heesters (Nestroy 2014)

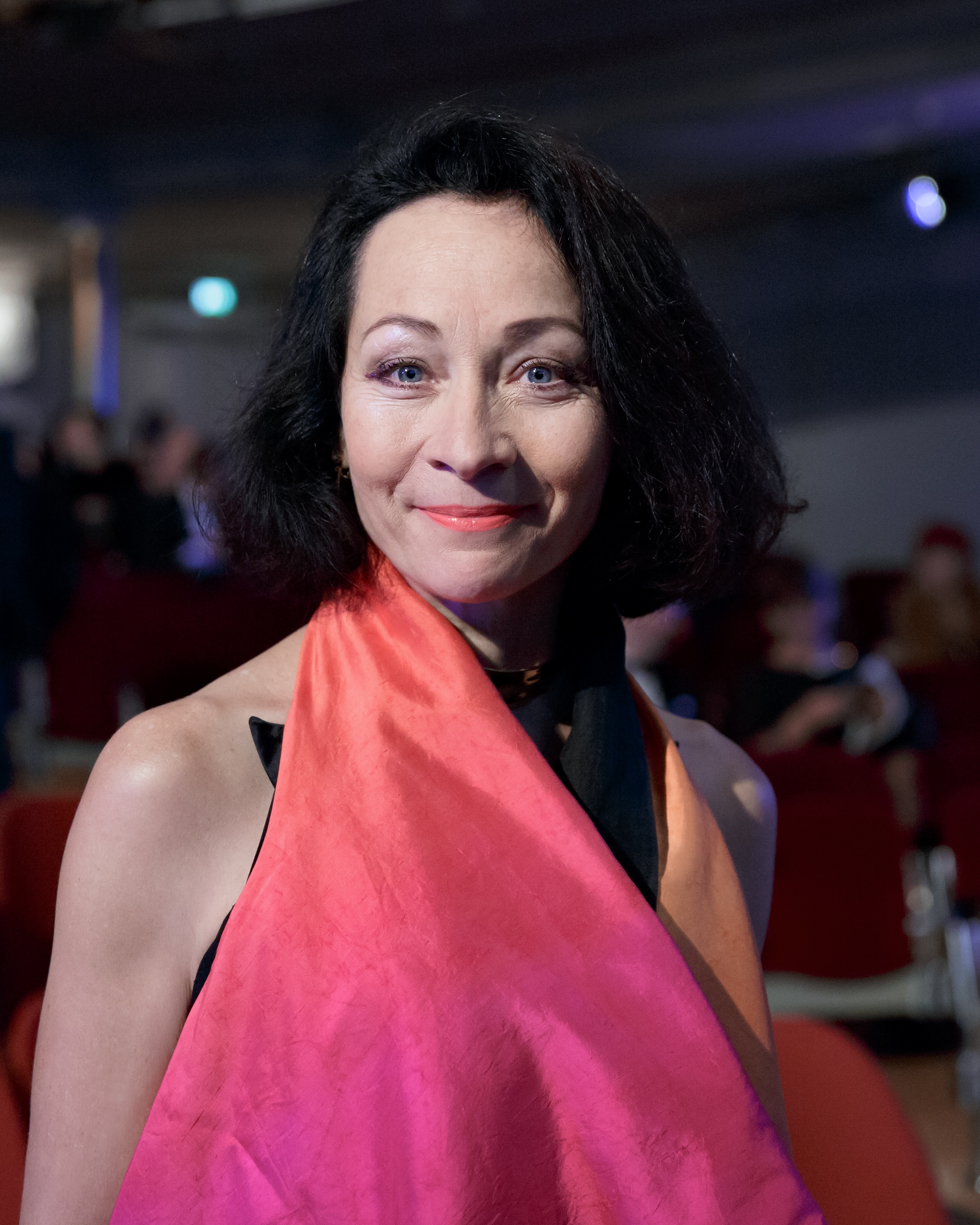
Sona MacDonald (Nestroy 2016)

| 2000 | Birgit Doll             | Wer hat Angst vor Virginia Woolf? (Martha)                             | Volkstheater (Wien)                                                                | - Jutta Lampe für Die Möwe (Arkadina) - Elisabeth Rath für Das Blut (Frau) |
| 2001 | Judith Engel            | Bash (Sue/Die Frau)                                                    | Hamburger Kammerspiele                                                             | - Andrea Clausen für Drei Mal Leben (Ines Finidori) - Angela Winkler für Rosmersholm (Rebekka West) |
| 2002 | Ulli Maier              | Der Mann ohne Eigenschaften (Agathe)                                   | Wiener Festwochen/Hamburger Kammerspiele                                           | - Corinna Kirchhoff für Maria Stuart (Maria Stuart) - Elisabeth Orth für Maria Stuart (Elisabeth) |
| 2003 | Maria Happel            | Die Zeit der Plancks (Maria)                                           | Burgtheater                                                                        | - Andrea Clausen für Emilia Galotti (Orsina) - Monique Schwitter für Woyzeck (Marie) und Janis Joplin (Janis Joplin) |
| 2004 | Birgit Minichmayr       | Das goldene Vlies (Medea)                                              | Burgtheater                                                                        | - Petra Morzé für Das weite Land (Genia) - Sophie Rois für Hallo Hotel (Mitwirkende) |
| 2005 | Sunnyi Melles           | Geschichten aus dem Wiener Wald (Valerie)                              | Salzburger Festspiele/Bayerisches Staatsschauspiel                                 | - Andrea Clausen für Der Kirschgarten (Ranjewskaja) - Christiane von Poelnitz für Die Frau von früher (Romy Vogtländer) |
| 2006 | Edith Clever            | Schlaf (Die ältere Frau)                                               | Akademietheater/Burgtheater                                                        | - Judith Hoffmann für Viel Lärm um nichts (Beatrice) - Christiane von Poelnitz für Kleinbürger (Tatjana) |
| 2007 | Sylvie Rohrer           | Medea. Ein Projekt von Grzegorz Jarzyna (Medea) & Über Tiere (Monolog) | Kasino am Schwarzenbergplatz                                                       | - Christiane von Poelnitz für Viel Lärm um nichts (Beatrice) - Barbara Sukowa für Quartett (Merteuil) |
| 2008 | Regina Fritsch          | Verbrennungen (Nawal)                                                  | Akademietheater/Burgtheater                                                        | - Sandra Cervik für Reigen (Frauenrollen) - Andrea Wenzl für Alice (Alice) |
| 2009 | Birgit Minichmayr       | Der Weibsteufel (Weib)                                                 | Akademietheater/Burgtheater                                                        | - Katja Jung für Invasion! (mehrere Rollen) - Tatja Seibt für Besuch bei dem Vater (Edith) |
| 2010 | Kirsten Dene            | Eine Familie (Violet Weston)                                           | Akademietheater/Burgtheater                                                        | - Christiane von Poelnitz für Der goldene Drache (verschiedene Rollen) - Martina Stilp für Peepshow (Solo) |
| 2011 | Sarah Viktoria Frick    | Stallerhof (Beppi)                                                     | Kasino am Schwarzenbergplatz/Burgtheater                                           | - Ruth Brauer-Kvam für Cabaret (Sally Bowles) - Nicola Kirsch für Waisen (Helen) - Maria Köstlinger für Blackbird (Una) - Caroline Peters für Professor Bernhardi (Dr. Cyprian)                                                               |
| 2012 | Dörte Lyssewski         | Endstation Sehnsucht (Blanche Dubois)                                  | Burgtheater                                                                        | - Andrea Eckert für Du bleibst bei mir (Dorothea Neff) - Regina Fritsch für Die Kommune (Anna) - Nicole Heesters für John Gabriel Borkman (Gunhild Borkman) - Steffi Krautz für Geister in Princeton (Adele Gödel)                            |
| 2013 | Christiane von Poelnitz | Elektra (Elektra)                                                      | Burgtheater                                                                        | - Sandra Cervik für Speed (Annie) - Gerti Drassl für Jägerstätter (Franziska Jägerstätter) - Franziska Hackl für Mamma Medea (Medea) - Katharina Straßer für Kasimir und Karoline (Karoline)                                                  |
| 2014 | Nicole Heesters         | Vor dem Ruhestand (Vera)                                               | Theater in der Josefstadt                                                          | - Hanna Binder für Woyzeck (Marie) - Maria Happel für Mutter Courage und ihre Kinder (Mutter Courage) - Sona MacDonald für Spatz und Engel (Marlene Dietrich) – Burgtheater und Wie im Himmel (Inger) - Birgit Stöger für Niemandsland (Asra) |
| 2015 | Elisabeth Orth          | die unverheiratete (Die Alte)                                          | Akademietheater                                                                    | - Andrea Jonasson für Am Ziel (Mutter) - Katja Jung für Hunde Gottes (Betty Aligheri) - Birgit Minichmayr für John Gabriel Borkman (Gunhild Borkman) - Caroline Peters für John Gabriel Borkman (Ella Rentheim)                               |
| 2016 | Sona MacDonald          | Fräulein Julie (Julie) und Blue Moon (Sie)                             | Theater in der Josefstadt und Wiener Kammerspiele                                  | - Stefanie Dvorak für Die Präsidentinnen (Mariedl) - Claudia Kottal für Die Blonde, die Brünette und die Rache der Rothaarigen (Diverse) - Caroline Peters für Bella Figura (Andrea) - Stefanie Reinsperger für Selbstbezichtigung            |
| 2017 | Andrea Jonasson         | Bühnenfassung von Die Verdammten (Freifrau Sophie von Essenbeck)       | Theater in der Josefstadt                                                          | - Lina Beckmann – Rose Bernd (Rose Bernd) - Gerti Drassl – Die Wildente (Gina Ekdal) - Evi Kehrstephan – Der Menschenfeind (Célimène) - Christiane von Poelnitz – Pension Schöller (Josephine Krüger) und Die Perser (Atossa)                 |
| 2018 | Caroline Peters         | Hotel Strindberg                                                       | Akademietheater in Koproduktion mit dem Theater Basel                              | - Anja Herden – Mitleid. Die Geschichte des Maschinengewehrs - Sandra Hüller – Penthesilea (Penthesilea) - Aenne Schwarz – The Who and the What (Zarina) - Valery Tscheplanowa – Die Perser                                                   |
| 2019 | Steffi Krautz           | Endstation Sehnsucht (Blanche DuBois)                                  | Volkstheater Wien                                                                  | - Anna Drexler – Woyzeck (Marie) - Caroline Peters – Medea (Anna) - Maja Schöne – Liliom (Julie) - Andrea Wenzl – Glaube Liebe Hoffnung (Elisabeth)                                                                                           |
| 2020 | Caroline Peters         | Schwarzwasser                                                          | Akademietheater                                                                    | - Beatrice Cordua – TANZ. Eine sylphidische Träumerei in Stunts - Theresa Palfi – Maria Stuart (Elizabeth) |
| 2021 | Lina Beckmann           | Richard the Kid & the King (Richard)                                   | Salzburger Festspiele/Deutsches Schauspielhaus Hamburg                             | - Bibiana Beglau – Maria Stuart (Elisabeth) - Katharina Lorenz – Automatenbüfett (Eva) - Birgit Minichmayr – Maria Stuart (Maria Stuart) - Marie-Luise Stockinger – Das Himmelszelt (Sally Poppy)                                             |
| 2022 | Sarah Viktoria Frick    | Adern (Aloisia)                                                        | Akademietheater                                                                    | - Constanze Passin – Aus dem Nichts - Julia Franz Richter – Karoline und Kasimir – Noli me tangere - Anna Rieser – Einsame Menschen (Käthe) - Marie-Luise Stockinger – Zdeněk Adamec                                                          |
| 2023 | Saioa Alvarez Ruiz      | Ophelia’s Got Talent                                                   | Volksbühne am Rosa-Luxemburg-Platz Berlin, Spirit, Tanzquartier Wien, Volkstheater | - Julia Kreusch – Die Blendung (Therese Krumbholz) - Katharina Lorenz – Das weite Land (Genia) - Birgit Minichmayr – Der Raub der Sabinerinnen (Emanuel Striese) - Valery Tscheplanowa – Nathan der Weise (Nathan)                            |
| 2024 | Julia Edtmeier          | Amadeus (Mozart)                                                       | Volkstheater in den Bezirken und Bronski & Grünberg Theater                        | - Paulina Alpen – Die Verwandlung (Gregor Samsa) - Bettina Lieder – Malina - Birgit Minichmayr – Heldenplatz - Anna Rieser – Prima Facie |

| Am häufigsten honorierte Schauspielerin           | Sarah Viktoria Frick, Birgit Minichmayr und Caroline Peters (je 2 Auszeichnungen)   |
| Am häufigsten nominierte Schauspielerin           | Birgit Minichmayr, Caroline Peters und Christiane von Poelnitz (je 6 Nominierungen) |
| Am häufigsten nominierte Schauspielerin ohne Sieg | Andrea Clausen (3 Nominierungen)                                                    |